# Quận Kimble, Texas
Quận Kimble (tiếng Anh: Kimble County) là một quận trong tiểu bang Texas, Hoa Kỳ. Quận lỵ đóng ở thành phố Junction6. Theo kết quả điều tra dân số năm  2000 của Cục điều tra dân số Hoa Kỳ, quận có dân số 4468 người.